# Цімшиани

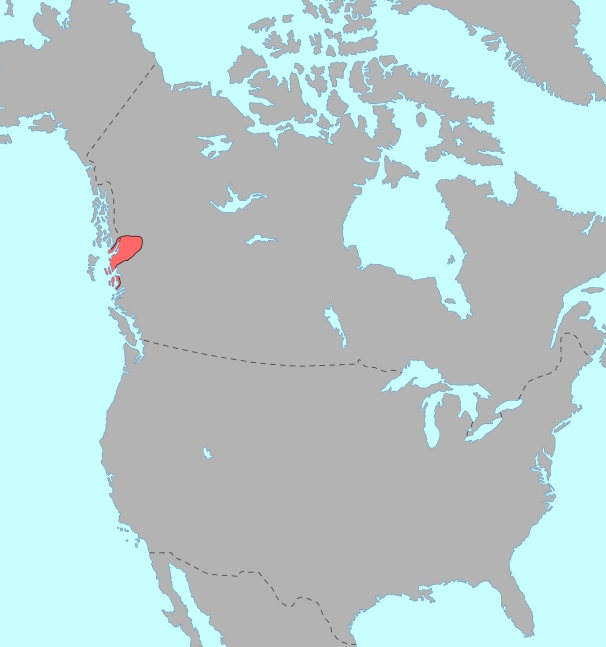
Територія проживання цімшианів

Цімшиани ― група індіанських народів в Канаді (узбережжя від затоки Портленд до протоки Мілбанк на півдні, річок Насс і Скіна) і в США (острів Анет). Складають цімшианську мовну сім'ю. В Канаді — 9,5 тисяч осіб, в США ― 1,3 тисячі. Розмовляють також англійською. Віруючі — протестанти (англікани, пресвітеріани, методисти та інші).

## Етнічний склад
У сім'ю входить декілька племен, що говорять наступними мовами: насс-гитськан, з діалектами нішга, західний і східний гитськан; прибережний цімшиан, з діалектами прибережний і південний цімшиан. Іноді їх об'єднують в одну сім'ю з мовою чинук, що має багато діалектів.

## Сьогодення
Зараз близько половини народу цімшиан живе в селищах резервацій, утворюючи общини. Займаються рибальством, роботою по найму на лісозаготівлях, рибоконсервних підприємствах, в соціальній сфері. Займаються також і традиційними промислами. Рибаки-цімшиани входять в Тубільне братерство Британської Колумбії. Ряд общин володіють підприємствами. Елементи європейської культури поєднують з національними. Наприклад, носять європейське ім'я і традиційне індіанське ім'я-титул.

## Традиційні культи
Характерна віра в реінкарнацію предків. Розвинена міфологія, серед міфів — сюжети про культурного героя і трикстері («цикл Ворона»), історію родів.